# Barchentweber
Barchentweber (auch Barchenter, Barchner, Parchner von Barchent, arabisch barrakan „grober Stoff“ oder „Gewand“) ist ein historischer Handwerksberuf. Barchentweber stellten aus leinener Kette und baumwollenem Schuss ein dichtes, leichtes Gewebe mit Köperbindung her.

## Geschichte
Als im 14. Jahrhundert die Baumwolle auf den mitteleuropäischen Märkten auftauchte, nahm zunächst das süddeutsche Leinengewerbe die Möglichkeit wahr, mit einem Mischgewebe aus Leinen und Baumwolle anspruchsvollere Qualität anzubieten. Die Baumwolle war zudem wesentlich körperfreundlicher als Leinen, und im Unterschied zur glatten Leinwandbindung führte die Köperbindung zu einem sichtbaren schräglaufenden Webmuster, das seine Zeichnung beim Einfärben noch verstärkte, weil Leinen weniger Farbe aufnahm als die Baumwolle.
Die zunehmende Bevorzugung farbenfroher Kleidungsstücke seit dem späten Mittelalter steigerte die Nachfrage nach Barchent, der schon bald zum großen Konkurrenten der bisher verbreiteten Stoffe aus Wolle und Leinen aufstieg. Einen großen Aufschwung nahm die Barchentweberei in Schwaben, wo die Zentren Augsburg und Ulm waren, aber auch in Böhmen und Schlesien. Die Dynastie der Fugger legte in Augsburg mit der Leinen- und Barchentweberei den Grundstein für ihren sagenhaften Reichtum. Die Weber in Gerhart Hauptmanns Schauspiel Die Weber, das vom Aufstand der schlesischen Weber 1844 handelt, waren Barchentweber.